# Charlotte Bühler

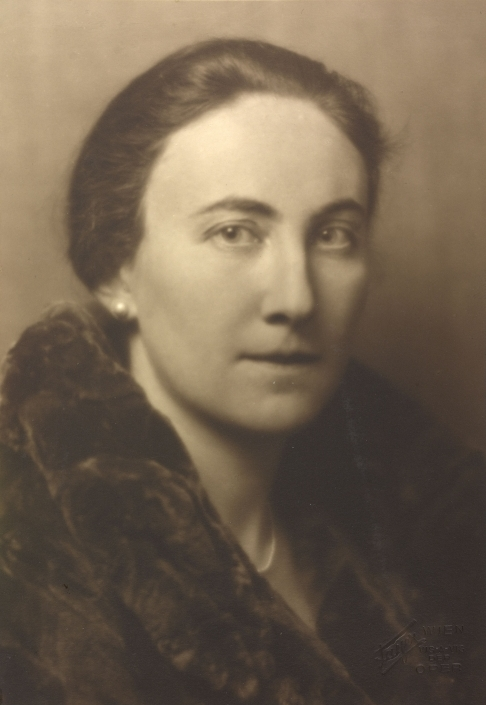
Aufnahme von Georg Fayer (1927)

Charlotte Bühler, geborene Charlotte Malachowski (* 20. Dezember 1893 in Berlin; † 3. Februar 1974 in Stuttgart), war eine deutsche schulbildende Entwicklungspsychologin, die auf den Gebieten der Kinder-, Jugend- und Lebenslaufpsychologie richtungsweisende Forschungsarbeiten verfasst hat.

## Leben
Charlotte Malachowski wurde als ältestes von zwei Kindern des jüdischen Architekten Hermann Malachowski (1855–1933) und dessen Ehefrau Katharina Rose Malachowski, geb. Kristeller (1875–1941) in Berlin-Charlottenburg geboren und evangelisch getauft. Sie hatte einen fünf Jahre jüngeren Bruder Walter, der jedoch mit 25 Jahren, einem Jahr nach seiner Promotion in Nationalökonomie, verstarb.
Nach Besuch der Krainschen Höheren Mädchenschule und des Auguste-Viktoria-Lyzeums in Charlottenburg nahm sie 1913 das Studium der Natur- und Geisteswissenschaften an der Albert-Ludwigs-Universität Freiburg und der Friedrich-Wilhelms-Universität zu Berlin auf. Zwischendurch legte sie 1914 ein Lehrerexamen in Kiel ab, um im Notfall einen Brotberuf zu haben. Danach kehrte sie sofort nach Berlin zu ihrem Psychologiestudium zurück. Charlotte Malachowski heiratete Karl Bühler am 4. April 1916. Im Jahr 1917 wurde die Tochter Ingeborg und 1919 der Sohn Rolf geboren.
1918 promovierte sie in München mit der Dissertation Über Gedankenentstehung, Experimentelle Untersuchungen zur Denkpsychologie zum Dr. phil. bei Oswald Külpe. Im gleichen Jahr ging sie mit ihrer jungen Familie nach Dresden, wo Karl Bühler eine außerordentliche Professur an der TH Dresden erhalten hatte und Charlotte weiter im Feld der Kinder- und Jugendpsychologie forschen und ihre Habilitation vorbereiteten konnte. 1920 habilitierte sie sich an der Technischen Hochschule Dresden. Sie erhielt von dieser TH als erste Frau in Sachsen die Lehrberechtigung in den Fächern Ästhetik und pädagogische Psychologie. Ihre Habilitationsarbeit lautete Entdeckung und Erfindung in Literatur und Kunst.
Da Karl Bühler 1922 einen Ruf an die Universität Wien erhalten hatte, verlegte das Ehepaar seinen Wohnsitz bis 1938 nach Wien. Hier gründeten sie die im Nachhinein so genannte Wiener Schule der Psychologie. Zu ihren Schülern gehörten u. a. Hildegard Hetzer, Lotte Schenk-Danzinger, Else Frenkel, Käthe Wolf, René A. Spitz, Paul Lazarsfeld, Marie Jahoda, Herta Herzog und Egon Brunswik. In dieser Zeit arbeiteten als Dissertanten Paul Bergmann, Fritz Redl, Liselotte Frankl, Edith Weisskopf-Joelson, Ernest Dichter, Liselotte Fischer, Hedda Bolgar, Hans Zeisl, Peter Hofstätter, Wally Reichenberg-Hackett oder Anna Brind. Das Ehepaar führte in Wien einen beinahe hoheitlichen Haushalt mit vielen gesellschaftlichen Ereignissen. Das Leben in Wien endete abrupt mit dem Anschluss Österreichs durch die Nationalsozialisten.
Ihr Ehemann Karl starb 1963 in Los Angeles, sie selbst erkrankte 1970 und kehrte 1971 zu ihren Kindern nach Stuttgart zurück, wo ihr Sohn an der Universität Stuttgart als Professor für Raumfahrt lehrte. Aufgrund ihres gesundheitlichen Zustands musste sie weitgehend im Rollstuhl leben. Hier starb sie im Februar 1974 im Alter von 80 Jahren.

## Wirken
Im Jahr 1923 wurde Charlotte Bühler als dritter Frau die Lehrberechtigung an der Universität Wien übertragen. Am 18. Juli 1929 wurde sie trotz breiten Widerstands gegen sie als Frau zur außerordentlichen Professorin ernannt. Dieses Ereignis ehrte die RAVAG, indem sie am 10. August 1929 durch Bildrundfunk ihr Funkbild (Vorläufer des Fax) ausstrahlte („[Nr.] 1368 Charlotte Bühler, der erste weibliche Professor an der Wiener Universität“).
Beide Bühlers arbeiteten eng in dem neuen Institut zusammen, in dem ihnen ein Laboratorium für ihre Forschung zur Verfügung gestellt war. Hier erwarb sie sich in den nächsten Jahren durch ihre Forschungen und Veröffentlichungen das internationale Ansehen, das zum Namen der „Wiener kinderpsychologischen Schule“ um Charlotte Bühler - führte, die heute noch in diesem Geist im Charlotte-Bühler-Institut weitergeführt wird. Dabei gab es kaum direkte Kontakte zum psychoanalytischen Kreis um Sigmund Freud, der an der Medizinischen Fakultät lehrte. 1924/25 war sie für 10 Monate auf Einladung der Rockefeller-Stiftung in den USA, wo sie die Methoden des dort vorherrschenden Behaviorismus studierte. Doch blieb das Entwicklungsdenken der Biologie die Leitidee ihrer Forschung. 1930 nahm sie eine Gastprofessur an der Columbia University New York wahr, 1935 war sie in London, um ein Kinderpsychologisches Institut einzurichten.
1929 war sie Gründungsmitglied des ersten österreichischen Clubs Soroptimist International, einem Serviceclub berufstätiger Frauen.
Im März 1938 erfuhr sie während eines Aufenthalts in London vom „Anschluss Österreichs“. Karl Bühler wurde am 23. März 1938 in Schutzhaft genommen und in Folge wurden beide, da sie jüdischer Herkunft waren, aus der Universität entfernt. Über Beziehungen zu Norwegen erreichte Charlotte Bühler nach sechseinhalb Wochen die Freilassung ihres Gatten. Im Oktober 1938 war die Familie in Oslo wiedervereint.
Beide erhielten zwar Anfang 1938 einen Ruf an die katholische Fordham University in New York City, der jedoch aufgehoben wurde, als Charlottes protestantische Konfession bekannt wurde. Karl Bühler nahm aber eine Professur in Saint Paul, Minnesota, an, während Charlotte Bühler in Norwegen blieb, da sie 1938 bereits zeitgleich je eine Professur an der Universität Oslo und der Lehrerakademie Trondheim angenommen hatte. Erst nach einer dringenden Bitte ihres Ehemannes emigrierte sie 1940 in die Vereinigten Staaten nach Saint Paul, was ihr noch kurz vor der Besetzung Norwegens gelang.
1942 übernahm sie die Position einer Leitenden Psychologin im Zentralkrankenhaus von Minneapolis. Im Jahr 1945 nahm sie die US-amerikanische Staatsbürgerschaft an und wechselte nach Los Angeles, Kalifornien, als Leitende Psychologin des County General Hospital. Diese Funktion übte sie bis zu ihrer Emeritierung 1958 aus, zeitgleich war sie Professorin für Psychiatrie an der University of Southern California in Los Angeles. Anschließend führte sie in Beverly Hills eine Privatpraxis. Ihr Spätwerk diente der Entfaltung der Humanistischen Psychologie. Zusammen mit Abraham Maslow und Carl Rogers gründete sie im Jahre 1962 die „Gesellschaft für Humanistische Psychologie“.  Die weiteren Jahre verbrachte sie mit Vortragstätigkeiten und Reisen in ihre frühere Heimat.

## Schriften
- In Dresden erschien 1922: Das Seelenleben des Jugendlichen, welches erstmals eine entwicklungspsychologische Sicht in der Jugendpsychologie verwendete. Ein projektives Testverfahren, das Charlotte Bühler zu verdanken ist, ist der Bühlersche Welt-Test.
- In Wien spezialisiert auf Kleinkinder- und Jugendpsychologie, begründete die Wissenschaftlerin eine Ausrichtung experimenteller Forschungsarbeit auf der Basis von Tagebüchern und Verhaltensbeobachtungen („Wiener Schule“). Mit ihrer Assistentin Hildegard Hetzer, die 1927 durch Lotte Schenk-Danzinger abgelöst wurde, entwickelte sie Entwicklungs- und Intelligenztests für Kleinkinder, die bis heute verwendet werden.[7]
- 1933 erschien Der menschliche Lebenslauf als psychologisches Problem, in dem erstmals im deutschsprachigen Raum das höhere Lebensalter in eine Psychologie der Lebensspanne einbezogen und die Gerontopsychologie der Psychologie zugeordnet wird. Sie gilt daher als frühe Wegbereiterin der Gerontopsychologie.[14]
- In den USA entwickelte sie vier „Grundtendenzen“ des menschlichen Lebens: Bedürfnisbefriedigung, selbstbeschränkende Anpassung, schöpferische Expansion, Aufrechterhaltung der inneren Ordnung; andere Formulierungen hierfür lauten auch: Tendenzen nach persönlicher Zufriedenheit, nach Anpassung zwecks Erlangung von Sicherheit, Kreativität oder Selbstentfaltung und nach Ordnung. Sie schuf zusammen mit Carl Rogers und Abraham Maslow die Grundlagen der Humanistischen Psychologie.

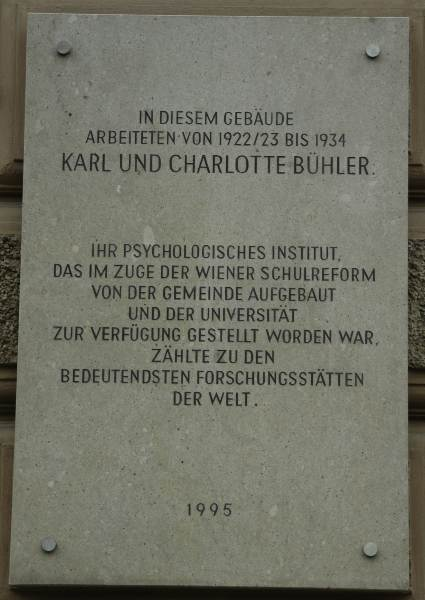
Gedenktafel am Palais Epstein, Wien

## Ehrungen
- Sie war Namenspatin für das 1992 in Wien gegründete „Charlotte-Bühler-Institut für praxisorientierte Kleinkindforschung“.
- 1995 wurde am Palais Epstein in Wien eine Gedenktafel[7] für sie und Karl Bühler enthüllt.
- Das Bühler-Tor auf dem Campus der Universität Wien ist seit 1998 nach Charlotte und Karl Bühler benannt.[15]
- Dresden und Emsdetten erhielten Charlotte-Bühler-Straßen und Wien den Charlotte-Bühler-Weg.
- Im Juni 2016 wurde sie mit einer Büste im Arkadenhof der Universität Wien geehrt.[16][17]

## Veröffentlichungen
Das Verzeichnis ihrer Publikationen umfasst 168 Arbeiten, von denen mehrere in 21 Sprachen übersetzt wurden.
- Das Märchen und die Phantasie des Kindes. Barth, Leipzig 1918.
- Das Seelenleben des Jugendlichen: Versuch einer Analyse und Theorie der psychischen Pubertät. G. Fischer, Jena 1922. (Rezension in: Maria Dieckmann: VI. Geschichte, Rechtswissenschaft, Philosophie und andere Hilfswissenschaften. In: Zeitschrift für Volkswirtschaft, Sozialpolitik und Verwaltung, Jahrgang 1923, S. 600 (online bei ANNO).)

- Kindheit und Jugend: Genese des Bewußtseins. Hirzel, Leipzig 1928.
- Der menschliche Lebenslauf als psychologisches Problem. Hirzel, Leipzig 1933.
- Kind und Familie: Untersuchungen der Wechselbeziehungen des Kindes mit seiner Familie. Fischer, Jena 1937.
- Praktische Kinderpsychologie. Lorenz, Wien, Leipzig 1938.
- Kleinkindertests: Entwicklungstests vom 1. bis 6. Lebensjahr. Barth, München 1952.
- Psychologie im Leben unserer Zeit. Droemer/Knaur, München, Zürich 1962.